# Florimond de Brouchoven de Bergeyck
Florimond Joseph de Brouchoven de Bergeyck, (Namen, 12 februari 1839 - Antwerpen, 3 januari 1908) was een Belgisch senator.

## Levensloop
Graaf Florimond de Brouchoven was de zoon van Louis-André de Brouchoven (1805-1868) en van Caroline de Namur d'Elzée. Na de Franse Revolutie die de adellijke titels had afgeschaft, waren de van Brouchovens in adellijke stijl blijven leven, zonder echter gebruik te maken van de mogelijkheid die onder het Verenigd Koninkrijk der Nederlanden werd geboden om herstel van de adellijke status en titels te verkrijgen. Ook onder het koninkrijk België duurde het nog een ganse generatie vooraleer de behoefte werd aangevoeld om dit te doen.
Het was Florimond de Brouchoven die de aanvraag deed en op 28 december 1877 adelserkenning kreeg met de titel van graaf, erfelijk op de oudste nakomeling. In 1898 werd de titel overdraagbaar op alle mannelijke afstammelingen.
Florimond voelde zich aanvankelijk aangetrokken tot het kloosterleven. Zijn geestelijke leider, de pater jezuïet Adolphe Petit (1822-1914) bracht hem op andere gedachten door hem op zijn familieplicht te wijzen, als laatste mannelijke afstammeling van een roemrijke familie. Hij trouwde dan ook, toen hij al dertig was, in 1869, met zijn volle nicht, de enige dochter van Charles de Bergeyck, Alix de Brouchoven de Bergeyck (1849-1880). Van hen hing het af indien dit al dan niet het einde van hun familie betekende. Met tien kinderen, onder wie vijf zoons die voor nageslacht zorgden, keerden ze grondig het tij.
Aan zijn groot gezin en aan het beheren van zijn goederen had Florimond al bijna een volle dagtaak. Het was niet meer de tijd waarin men zich als kasteelheer onveranderlijk met het beroep 'rentenier' of 'eigenaar' liet inschrijven. Florimond gaf als beroep 'tuinder' op. Hij beperkte zich daar echter niet toe en behoorde tot de leidinggevende figuren van de katholieke partij in Antwerpen en in het Land van Waas. Hij woonde tijdens de wintermaanden in het familiale herenhuis op de Meir en in de zomer op het kasteel Cortewalle in Beveren Waas.
In 1884 werd hij senator voor het arrondissement Sint-Niklaas (vanaf 1900 voor de arrondissementen Dendermonde - Sint-Niklaas) en bleef dit tot aan zijn dood. Zijn oudste zoon Louis trad na hem in de actieve politiek in en bleef lid van het parlement tot aan zijn dood in 1936.

## Activiteiten
Op heel wat domeinen toonde Florimond zich actief. Te citeren zijn de volgende:
- In 1880, in volle schoolstrijd, bouwde hij op zijn grond in Beveren een jongensschool. Het was een gratis parochieschool en Florimond bezoldigde de onderwijzers. Bij de school hoorde ook een feestzaal voor de gemeente. Na het einde van de schooloorlog werd de school toevertrouwd aan de Broeders hiëronymieten.
- Aangemoedigd door zijn lidmaatschap van de Orde van het Heilig Graf financierde hij de bouw van twee weeshuizen in Jeruzalem.
- Toen de pauselijke encycliek 'Rerum Novarum' in 1891 verscheen, was dit een grote steun voor het ontwikkelen van christelijke sociale organisaties. In 1892 werd in Beveren het ziekenfonds 's Volkswelzijn gesticht, met Florimond de Bergeyck als erevoorzitter en weldoener. Hij werd ook voorzitter van de Maatschappij voor Werkmanswoonsten en beschermheer van de Maatschappelijke Werken, overkoepeling van een aantal christelijke verenigingen in de sociale sector.
- In Antwerpen was Florimond een van de drijvende krachten voor de aankoop door het stadsbestuur van het Rubenshuis, waar zijn voorvader Jan van Brouchoven geboren was. Hij liet ontwerpen voor restauratie opmaken en ondersteunde de aankoop, die echter toen geen succes kende en pas in 1935 gebeurde.
- Nog in Antwerpen was hij de voornaamste schenker die de bouw mogelijk maakte van de Sint-Annakerk op het 'Vlaams Hoofd', de linkeroever van de Schelde bij Antwerpen, kwartier dat voortaan Sint Anneke heette.
- Rond 1900 werd hij voorzitter van het comité voor de bouw van de Nationale Basiliek van Koekelberg. De grond waarop de basiliek werd gebouwd werd door hem geschonken. Hij behoorde dan ook, samen met koning Leopold II, de kardinaal-aartsbisschop Désiré-Joseph Mercier, de nuntius en de hertog van Arenberg tot de personaliteiten die op 12 oktober 1905 de eerste stenen inmetselden. Bij die gelegenheid hield hij de slottoespraak.

## Het nageslacht
Aan de productiviteit van Florimond en Alix is het te danken dat er thans nog afstammelingen en naamdragers zijn. De dochter Marie (1872-1954) trouwde met burggraaf Georges Vilain XIIII en Emilie (1879-1940) met graaf Charles Moretus Plantin. Van de zeven zoons waren er vijf die voor nageslacht zorgden:
- Louis de Brouchoven de Bergeyck (1871-1938) zorgde met zijn vrouw Marie Moretus Plantin (1873-1926) voor dertien kinderen, onder wie vijf zoons die op hun beurt voor nageslacht zorgden. Hij bouwde een eigen familiedomein uit in Oelegem.
- Joseph de Brouchoven de Bergeyck (1874-1922) trouwde met Caroline Cornet d'Elzius de Peissant (1871-1923) en ze hadden tien kinderen, onder wie twee zoons die voor nageslacht zorgden. Zij bleven in Beveren wonen, op Cortewalle of een ander kasteel van de familie.
- Charles de Brouchoven de Bergeyck (1875-1935) trouwde met Joséphine Cornet d'Elzius de Peissant (1877-1960) en ze hadden dertien kinderen, van wie er twee voor naamdragend nageslacht zorgden. Dit echtpaar was het laatste van de familie dat het kasteel 'Cortewalle' bewoonde.
- Henri de Brouchoven de Bergeyck (1876-1954) trouwde met Madeleine Carpentier de Changy (1877-1948). Ze gingen op het kasteel Lamontzée in Burdinne wonen, maar hun twee zoons zorgden niet voor nageslacht.
- Philippe de Brouchoven de Bergeyck (1877-1929) trouwde met Marie-Thérèse d'Ursel (1885-1975). Ze gingen in Braine-le-Château wonen en hadden zeven kinderen, onder wie een zoon die voor nageslacht heeft gezorgd.